# Escipión el Africano
Escipión el Africano o Publio Cornelio Escipión Africano (en latín: Publius Cornelius Scipio Africanus; Roma, 20 de junio de 236 a. C. - Liternum, Campania, 3 de diciembre de 183 a. C.) fue un general y político romano, nombrado cónsul en los años 205 a. C. y 194 a. C. Comenzó su carrera militar a inicios de la segunda guerra púnica el 218 a. C.; según algunas fuentes, fue uno de los comandantes que lograron sobrevivir de la batalla de Cannas en el 216 a. C.
Después de la muerte de su padre y su tío en batalla con los cartagineses en Hispania, Escipión se convirtió en el comandante en esta región —en calidad de imperator—; tomó Carthago Nova en 209 a. C., derrotó a Asdrúbal Barca en 208 a. C. en la batalla de Baecula, destruyó los ejércitos de Magón Barca y de Asdrúbal, hijo de Gisgon en la Batalla de Ilipa a finales de 206 a. C. Como resultado, los romanos controlaron todas las posesiones cartaginesas en Hispania, lo que tuvo una influencia decisiva en el resultado de la guerra.
Al regresar a Roma, Escipión aseguró su elección como cónsul y obtuvo permiso para desembarcar en África. En 203 a. C., destruyó el ejército de Asdrúbal Giscón y el rey de Numidia Sifax, y luego otra vez volvió a vencer a Asdrúbal en las grandes Llanuras y puso bajo su control toda Numidia colocando como rey a su aliado Masinisa. Todo ello obligó a Cartago a convocar a su mejor general —Aníbal Barca—, que abandonó Italia y marchó de regreso a defender su tierra natal. Sin embargo Aníbal sería vencido por Escipión en la decisiva batalla de Zama, después de la cual concluyó una paz en la que Cartago cedió Hispania a Roma, perdió su flota y el derecho a seguir una política exterior independiente. Por esta última campaña, Escipión recibió el agnomen de «el Africano».
En los años siguientes, Escipión se convirtió en el hombre más influyente de la República romana. Fue nombrado Censor y princeps senatus en 199 a. C., sus parientes y seguidores ocuparían regularmente cargos directivos. Cuando comenzó una nueva guerra contra Siria, se convirtió en legado de su hermano Lucio, el año 190 a. C. En la batalla de Magnesia, ayudaría a su hermano a derrotar al rey Antíoco III de Siria por completo, y obligándolo a pedir la paz con Roma. Al regresar del este, Publio Cornelio y su hermano fueron procesados por sus opositores políticos liderados por el Censor Marco Porcio Catón, quienes le acusaron de corrupción y robo de 500 talentos. Escipión se negó a defenderse por las acusaciones de los cargos de traición y malversación y se retiró a un exilio voluntario. Un año después, en 183 a. C., murió en su villa en Campania.

## Inicios de su carrera militar
Nacido en la familia patricia de los Escipiones, una rama de la gens Cornelia, Publio comenzó su carrera militar bajo los auspicios de su padre, del mismo nombre (cónsul de 218 a. C., que caería en Hispania en 211 a. C.), y la ayuda de su tío Cneo.
Siendo joven todavía, le sorprendió la invasión de Italia por los ejércitos cartagineses de Aníbal Barca y tuvo su primer encuentro con el mismo en la batalla del Tesino. Acompañaba entonces a su padre, por entonces cónsul, y se le había asignado el mando de una turma (escuadrón de caballería) en la retaguardia, alejado del peligro. Durante la lucha su padre fue herido y Publio, que entonces tenía 18 años, ordenó a sus hombres que le siguiesen para rescatarlo. Viéndolos vacilar, cargó él solo, haciendo avergonzar a los soldados, que no tuvieron más opción que seguirle. Finalmente un grupo de jinetes rodeó al cónsul, logrando rescatarlo.
Más tarde el padre quiso recompensarlo con la corona cívica (a la que tenía derecho, por haber salvado a un ciudadano), pero él la rechazó, aduciendo que la acción en sí ya era una recompensa. Hay versiones que indican que en realidad fue un esclavo ligur quien rescató al padre de Escipión. Sin embargo, la reacción de rechazar el premio encaja con la personalidad del futuro general.
También participó en la batalla de Cannas, la mayor derrota militar romana hasta la batalla de Arausio. Se destacó luego de la derrota, cuando algunos patricios romanos, totalmente desalentados y viendo un futuro sombrío para Roma, quisieron desertar y ofrecer sus servicios en el extranjero. Quedaron en realizar una reunión para debatir el asunto. Al enterarse, Escipión interrumpió la junta y les instó a usar esa energía por el bien de Roma. Les obligó a jurar lealtad a su patria bajo pena de matar a quien no lo hiciera. Todos lo hicieron, uno por uno, temerosos y avergonzados de sus actos (incluso Quinto Fabio Máximo, hijo de Fabio Máximo, el mayor enemigo político de la familia Escipión).
Debido a estas acciones Escipión ya se había ganado el favor del pueblo hasta tal punto que fue nombrado por unanimidad edil curul en el año 212 a. C., aunque no tenía aún la edad preceptiva. En esta ocasión ya dio indicios del orgullo que le caracterizó durante toda la vida pues, cuando los tribunos de la plebe se opusieron a la edilidad que solicitaba, él respondió con altivez: "Si todos los quirites desean hacerme edil, tengo los años suficientes".
Después de Cannas, la situación llegó a su punto crítico cuando los ejércitos romanos enviados por el Senado a Hispania, con el objetivo de acabar con las bases cartaginesas en la región, fueron aniquilados por Asdrúbal Barca, hermano de Aníbal, muriendo en dichos combates Publio y Cneo Cornelio Escipión, padre y tío respectivamente de Escipión el Africano, a causa de la traición de los mercenarios celtíberos.
Cayo Claudio Nerón fue enviado como propretor para reemplazarlos. Al año siguiente (210 a. C.) los romanos decidieron reforzar su ejército en Hispania, y colocarlo bajo el mando de un procónsul. Pero cuando el pueblo se reunió para elegir a un procónsul, ninguno de los generales con experiencia se atrevió a demandar tan peligroso mando.
Fue entonces cuando el joven Escipión aprovechó la oportunidad. A pesar de que, con 24 años, no tenía edad para ocupar dicho puesto, fue elegido por unanimidad, siendo una excepción a la regla, tolerada por la precaria situación de Roma. Después de la votación mucha gente se preguntó si había votado correctamente, ya que el muchacho carecía de experiencia militar y aún se encontraba de luto. Pero a Publio le bastó con un discurso para calmar los ánimos.
Así, en el año 211 a. C. se autopropuso para procónsul, pero el Senado acabó negándose, encabezado por Quinto Fabio Máximo, y fue enviado a Hispania con solo el grado de general, con un imperium sobre las legiones en Hispania, sin tener ningún título debido a su poca experiencia y a su juventud, y con un nuevo ejército constituido por dos legiones, y un consejo asesor de militares prestigiosos.

## La campaña de Hispania

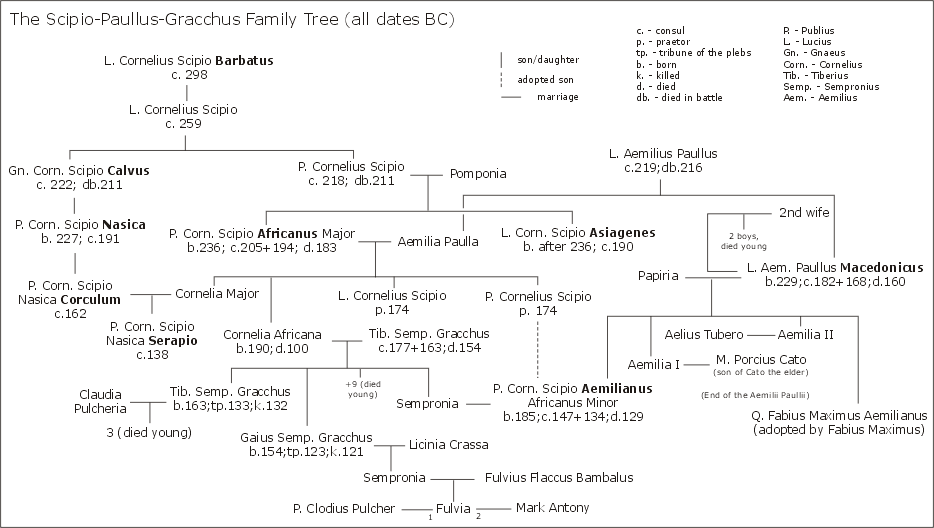
Genealogía de los Escipiones

Al llegar a Hispania, los romanos controlaban otra vez solo la costa nororiental, desde los Pirineos hasta el Iberus. Además, el ejército estaba desmoralizado por las derrotas y en clara inferioridad numérica frente al ejército de Asdrúbal Barca y sus aliados celtíberos.
Aunque tenía órdenes de permanecer a la defensiva, las desobedeció y preparó la invasión de la Iberia cartaginesa. Ordenó que la flota romana cargase con el equipo y las provisiones, mientras sus soldados avanzaban rápidamente por la costa. Se dice que recorrió con todo el ejército, en una semana, el territorio comprendido entre sus bases de la costa nororiental y la capital cartaginesa en Hispania, Carthago Nova (en púnico Qart Hadast), la actual Cartagena.
El ejército cartaginés, que desconocía la marcha de Escipión hacia su capital y se hallaba en bases muy alejadas, fue incapaz de llegar a tiempo para evitar el sitio. Carthago Nova cayó en 209 a. C. tras un brevísimo episodio. Las tropas de Escipión atacaron por tres puntos: el istmo que unía la ciudad con tierra, por mar y por la laguna del norte de la ciudad, que estaba descubierta de defensores. Escipión, dando muestras de una magnanimidad y moderación impropias de su época, prohibió el saqueo de la ciudad y respetó la vida de sus ciudadanos; respetando también la vida de Magón, comandante de la guarnición de Cartago Nova.
Muchos historiadores consideran la caída de Carthago Nova como el punto de inflexión de la segunda guerra púnica. No en vano Cartago no solo había perdido su capital en Hispania, su principal base naval, sino también sus minas de plata, gran cantidad de víveres y armas almacenadas e incluso a los prisioneros y rehenes con los que se aseguraban la lealtad de los pueblos sometidos.
Escipión regresó a Tarraco sin ser molestado, donde permaneció durante el resto del año, ya que sus fuerzas no eran lo suficientemente numerosas para enfrentarse al enemigo en el campo de batalla, y estaba ansioso por fortalecer alianzas con los jefes hispanos.
En esto tuvo más éxito de lo que se podía haber anticipado. La captura de Carthago Nova, así como su popularidad personal, llevó a que muchas de las tribus hispanas desertaran de la causa cartaginesa, y cuando retomó las acciones en el año siguiente, 209 a. C., Indíbil y Mandonio, dos de los más poderosos y hasta ahora más fieles partidarios de Cartago, abandonaron el campamento de Asdrúbal y esperaron la llegada de Escipión.
Reforzado con sus nuevos aliados, el ejército romano avanzaba con rapidez por el sur. En el año 208 a. C. se enfrentaron en Hispania Asdrúbal y Escipión en la batalla de Baecula, que terminó con la victoria de los romanos. Sin embargo, el cartaginés logró escapar con parte de sus tropas y marchó por la Meseta, logrando pasar los Pirineos hacia Italia para encontrarse con su hermano Aníbal, aunque antes de conseguirlo fue derrotado por los dos ejércitos consulares, tras una emboscada, en la batalla del Metauro (207 a. C.), donde fue muerto.
Al año siguiente, el propretor Marco Silano derrotó a Magón en Celtiberia, con lo cual este último marchó al sur del país y se unió a Asdrúbal, el hijo de Giscón, en la Bética.
Escipión aprovechó para realizar la conquista del valle del Guadalquivir, llamado Baetis en época romana. En 206 a. C. se produjo la última gran batalla en suelo hispano, enfrentándose cartagineses y romanos en la batalla de Ilipa, cerca de Hispalis. Escipión volvió a triunfar, y el ejército cartaginés quedó definitivamente destruido. Las últimas bases de Cartago en Hispania caían rápidamente. La última ciudad púnica en Hispania, Gadir (la actual Cádiz), se rindió ese mismo año. Durante la campaña, Escipión asentó a sus heridos y veteranos en una ciudad turdetana preexistente, a la que llamó Itálica, bajo y junto al actual Santiponce, unos kilómetros al norte de Hispalis, la moderna Sevilla.
Tras estas hazañas Publio Cornelio Escipión volvió a Italia.

## Los planes de Escipión
La subyugación de Hispania era considerada por Escipión, solo como un medio para un fin. Parece que desde algún tiempo se había formado la idea del proyecto de trasladar la guerra a África, y así obligar a los cartagineses a llamar a Aníbal de Italia.
Por lo tanto, resuelve, antes de regresar a Roma, cruzar a África, y asegurar, si es posible, la amistad y la cooperación de algunos de sus príncipes indígenas. Su influencia personal ya se había asegurado la adhesión de Masinisa, que servía en el ejército cartaginés de Hispania, pero cuya deserción de sus antiguos aliados era por el momento un secreto, y confía en que su mismo ascendiente personal servirá para ganar el apoyo del todavía más poderoso Sifax, el rey de la tribu de los númidas masesilos.
Con solamente dos quinquerremes se aventuró a salir de su provincia, y llegar a la corte de Sifax. Allí se encontró con su antiguo adversario, Asdrúbal, el hijo de Giscón, que había pasado de Gades con el mismo fin.
Lelio, quien acompañaba a su amigo, relataba a Polibio que Escipión causó una gran impresión en Sifax, y que este último llegó incluso a la conclusión de un tratado de alianza con el procónsul romano; pero la verdad parece ser que el general cartaginés tuvo más éxito que el romano; un éxito, sin embargo, que fue en gran parte debido a los encantos de su hija Sofonisba, a quien dio en matrimonio al rey de los númidas.
Escipión, a su vuelta a Hispania fue sorprendido por una formidable insurrección contra el poder romano que había estallado entre muchos de los hispanos. Magón, quien se encontraba todavía en Gades, no había tenido dificultades para instigar la revuelta. La insurrección, sin embargo, acabó pronto; y se infligió una terrible venganza sobre la ciudad de Illiturgi, que había tomado parte principal en la revuelta.
Apenas este peligro desapareció, Escipión fue presa de una grave enfermedad. Ocho mil de los soldados romanos, descontentos por no haber recibido su salario habitual, y ante impedimento de saquear los pueblos, se aprovecharon de esta oportunidad para iniciar un motín, pero Escipión se recuperó a tiempo para sofocarlo.
Posteriormente aplastó a los últimos restos de la insurrección en Hispania. Magón había abandonado Hispania y cruzado a Liguria para intentar ayudar a su hermano Aníbal, por lo que ya no había más enemigos en Hispania. Escipión en consecuencia, entregó el ejército romano, en el año 206 a. C., a los procónsules L. Léntulo y L. Manlio Acidino, que habían sido nombrado como sus sucesores, y regresó a Roma en el mismo año.

## Escipión en Italia
La situación en la República romana había cambiado profundamente durante su ausencia. Aníbal no solo no había vuelto a derrotar a las legiones, sino que había perdido casi todos sus apoyos: las principales bases rebeldes (Capua, Tarento, Siracusa, etc.) habían caído y sus habitantes reducidos a la esclavitud. Asdrúbal, cuyo ejército había cruzado los Alpes y se preparaba para reunirse con Aníbal, fue derrotado por los romanos en la batalla del Metauro, en 207 a. C.
De nuevo en Roma, Escipión se convirtió en candidato al consulado, y fue elegido para el año siguiente (205 a. C.) por el voto unánime de todas las centurias, a pesar de que aún no había ejercido el cargo de pretor, y solo tenía treinta años de edad. Su colega fue Publio Licinio Craso Dives, que era Pontifex Maximus, y no podía, por tanto, salir de Italia.
En consecuencia, si la guerra iba a continuar en el extranjero, la realización de la misma debía necesariamente recaer sobre Escipión. Su objetivo era preparar un ejército con el que desembarcar en África, amenazando a Cartago en su propio territorio y forzando así la marcha de Aníbal de Italia, pero los más antiguos miembros del Senado, y entre ellos Quinto Fabio Máximo, se opusieron a este proyecto, en parte por considerarlo arriesgado y en parte por celos al joven cónsul.
Todo lo que pudo obtener Escipión fue la provincia de Sicilia, con permiso para cruzar a África, si era en beneficio de la República, pero el Senado se negó resueltamente a darle un ejército, con lo que la autorización concedida a regañadientes carecía de utilidad práctica. Pero los aliados tenían una visión más real de los intereses de Italia que el Senado romano: lo que este, cegado por sus miedos y sus celos, le negaba, los aliados italianos generosamente se lo concedieron, y en todas las ciudades de Italia se reunieron voluntarios para unirse al joven héroe, y para poder someter a Cartago sin la ayuda del gobierno romano.
El Senado no podía negarse a permitirle alistar voluntarios, y tal era el entusiasmo en su favor, que él fue capaz de cruzar a Sicilia con un ejército y una flota contra las expectativas e incluso los deseos del Senado.
A pesar de que no tenía mando en Bruttii, asistió a la reducción de Locri, y después de la conquista de la ciudad, dejó a su legado, Q. Pleminius, al mando del lugar. Este último fue culpable de tales excesos contra los habitantes, que estos enviaron una embajada al senado romano para quejarse de su conducta. En el curso de la investigación se alegó que Escipión había permitido que Pleminius continuara en el mando después de haber sido plenamente informado de la mala conducta de su lugarteniente, y entonces Quinto Fabio Máximo y sus otros enemigos aprovecharon la oportunidad para arremeter contra la conducta de Escipión, y presionar para su retiro inmediato.
Aunque el Senado prestó oídos a estos ataques, no se atrevió a la revocación inmediata, pero envió una comisión a Sicilia para investigar el estado del ejército y, si los cargos en su contra eran fundados, que le ordenara volver a Roma. Los comisionados llegaron a Sicilia a principios del año 204 a. C. Durante el invierno Escipión había estado ocupado en la realización de sus preparativos, y en ese momento su ejército y la marina estaban en el estado más eficiente. Los comisionados se admiraron de lo que vieron. En lugar de ordenar su regreso a Roma, le pidieron que cruzara a África lo antes posible.
Entre los legados que lo acompañaron en la expedición africana se encontraba Marco Marcio Rala, pretor urbano aquel año.

## Invasión romana del Norte de África

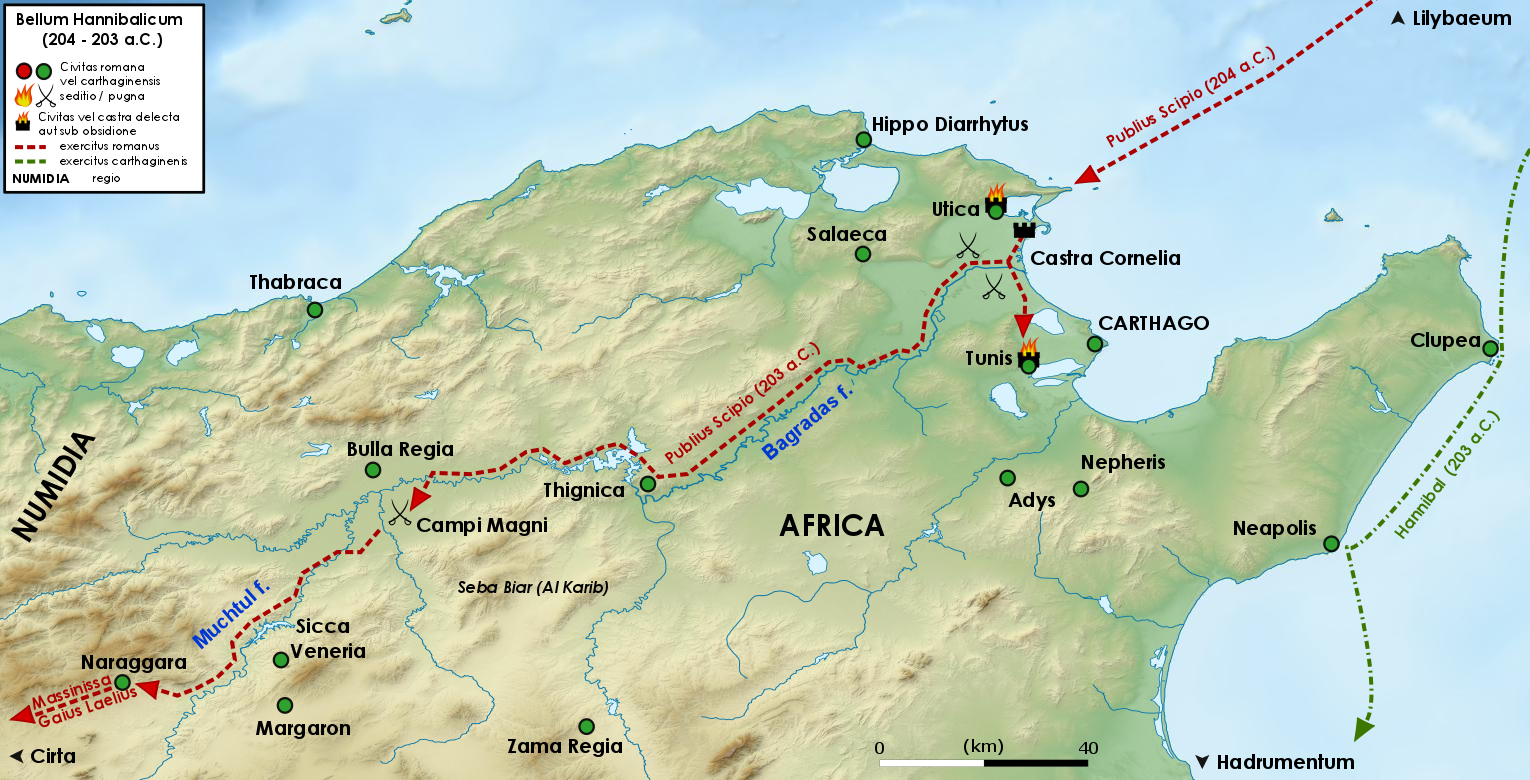
Invasión romana del Norte de África de Publio Cornelio Escipión (204-203 a. C.)

En consecuencia en el año 204 a. C. Escipión, que ahora era procónsul, zarpó de Lilibeo y desembarcó en África, no muy lejos de Utica, sin oposición de la flota cartaginesa. Una vez que llegaron los romanos, se les unió un aliado que a la postre resultaría decisivo: Masinisa, rey nominal de Numidia Oriental, despojado de su trono por su rival, Sifax, rey de Numidia Occidental y aliado de Cartago. Escipión puso sitio a Útica, ciudad ubicada en la costa mediterránea de África, pero la llegada de los ejércitos unidos de Sifax y Cartago le obligaron a retirarse a pasar el invierno en un promontorio saliente (llamado Gens Cornelia por las tropas de Escipión, en honor a su líder), que él fortificó. Escipión decidió entrar en negociaciones de paz, pero con el secreto fin de averiguar todo lo necesario para atacar por sorpresa a sus enemigos.
En la primavera de 203 a. C., Asdrúbal Giscón, y Sifax meditaban un ataque general por tierra y por mar contra las fuerzas de Escipión, pero este último, que fue informado de su plan por algunos númidas, se anticipó y atacó sus dos campamentos en la noche, causando ingentes pérdidas a los cartagineses y los númidas, lo que permitió poner sitio a la ciudad de Útica. Los cartagineses y los númidas reunieron sus últimas reservas (incluyendo mercenarios hispanos) para enfrentarse a Escipión. La consiguiente batalla de los Grandes Campos culminó con la completa victoria romana, expulsando a Sifax del trono de Numidia y obligando a Cartago a entablar negociaciones de paz. Aníbal fue llamado para que regresara de Italia.
Cartago y Roma acordaron que la paz se restableciera mediante la pérdida de Cartago de cualquier posesión no africana, entrega de toda la flota de guerra, con excepción de unas cuantas naves, y el pago de un tributo, así como el reconocimiento de Masinisa como rey independiente de Numidia. Sin embargo, al llegar las tropas cartaginesas de Aníbal y Magón a África, se decidió romper el acuerdo mediante la agresión a unas naves romanas que buscaron refugio de una tormenta cerca de Túnez. La guerra volvió a empezar, pero la situación era ahora muy diferente.
Escipión reemprendió la campaña en África y se puso en contacto con Masinisa, quien le proporcionó 4000 jinetes y 6000 infantes. Aníbal, informado de su llegada, movilizó a su ejército, pero antes de entrar en batalla trató de negociar con Escipión. No habiendo llegado a acuerdos, se dispusieron a la lucha.
El 19 de octubre de 202 a. C. se produjo el enfrentamiento entre los ejércitos de Aníbal y Escipión en la batalla de Zama. Tras casi un día entero de batalla y en inferioridad numérica, el ingenio de Escipión frente a los ochenta elefantes y aproximadamente cuarenta mil cartagineses dio una gran victoria a los romanos y sus aliados. En honor a esta victoria, Publio Cornelio Escipión tomaría el nombre con el que se ha hecho célebre: Africano.
El propio Aníbal decidió llevar a cabo las negociaciones de paz con Roma, pues comprendió que era inútil seguir resistiendo. Las duras condiciones impuestas por Roma fueron: pérdidas de todas las posesiones de Cartago fuera del continente africano; prohibición de declarar nuevas guerras sin el permiso del pueblo romano; obligación de entregar toda la flota militar; reconocimiento de Masinissa como rey de Numidia y aceptación de las fronteras entre Numidia y Cartago que este determinase; pago de 10 000 talentos de plata (aproximadamente 260 000 kg) en 50 años; mantenimiento de las tropas romanas de ocupación en África durante tres meses; entrega de 100 rehenes escogidos por Escipión, como garantía del cumplimiento del tratado.
Aníbal aceptó las condiciones, a fin de que los romanos le dejaran en paz mientras ayudaba a Cartago a reconstituir su poderío. El tratado fue ratificado por ambos senados, el cartaginés y el romano, en el año 201 a. C.

## Escipión; Princeps Senatus
Tras regresar a la capital y celebrar sus triunfos sobre Cartago, Escipión ocupó un puesto en el Senado de Roma. Tenía entonces 35 años. En 199 a. C., Escipión fue elegido censor con P. Elio Peto y fue elegido cónsul por segunda vez en 194 a. C. con Tiberio Sempronio Longo. Al mismo tiempo, los censores le conferían el título de princeps senatus en el año 199 a. C.
Escipión fue testigo en el senado del recrudecimiento de los conflictos externos que amenazaban a la república.
Roma tuvo que enfrentarse, presionada por los griegos, con el rey de Macedonia Filipo V, antiguo aliado de Aníbal. Este rey, que según algunos historiadores había enviado refuerzos a Cartago durante la batalla de Zama, se había coaligado con Antíoco III, el rey de Siria.
Mientras, en Hispania se producían constantes sublevaciones contra Roma, debido, principalmente, a la avaricia y crueldad de los gobernadores romanos.
En la propia Cartago se recrudecían los conflictos. Aníbal, elegido sufete, se enfrentaba a la oligarquía púnica. Estos lo acusaron de preparar una nueva guerra contra Roma y pretendieron entregarle al senado romano para que lo ejecutara. Sin embargo, Aníbal escapó de Cartago y se refugió en la corte de Antioco III de Siria, ofreciéndosele como asesor militar.
En 193 a. C., junto con Cayo Cornelio Cetego y Marco Minucio Rufo, fue uno de los comisionados enviados a África para mediar entre Masinisa y los cartagineses, y en el mismo año, de acuerdo con una historia relatada por Quinto Claudio Cuadrigario, fue uno de los embajadores enviados a Antíoco en Éfeso, en cuya corte Aníbal residía.

## Ocaso de Escipión el Africano
Mientras Catón el Censor reprimía las sublevaciones en Hispania, Roma vencía a Filipo V en la batalla de Cinoscéfalos.
En 190 a. C. Lucio Cornelio Escipión, el hermano de Escipión el Africano y Cayo Lelio fueron elegidos cónsules. Lucio, fue nombrado general del ejército que debía desembarcar en Asia Menor (Turquía) y enfrentarse con Antíoco III. Publio marchó con él como su legado, aunque muchos historiadores consideran que era él quien dirigía realmente el ejército.
En la guerra contra Antíoco, el joven hijo del Africano que había acompañado a su padre cayó en manos del rey de Siria. Este ofreció liberar a los cautivos sin rescate si el Africano obtenía para él una paz favorable, pero aunque la propuesta fue rechazada Antíoco envió de vuelta a su hijo mientras él estaba ausente del ejército a causa de una enfermedad.[cita requerida]
Los ejércitos romanos y sus aliados de Pérgamo se enfrentaron con las tropas sirias en la batalla de Magnesia, en 190 a. C. Antíoco III no escuchó los consejos de Aníbal acerca de cómo debía situar las tropas, despreciándolo por ser un general extranjero, e hizo caso a sus consejeros que propusieron un plan que los llevaría a la derrota absoluta y a una gran victoria para Roma.[cita requerida]
Antíoco III tuvo que ceder tierras a los aliados de Roma y pagar un fuerte tributo. Aníbal huyó al saber que iba a ser entregado a los romanos, refugiándose en la corte del rey de Bitinia. Allí pasó unos años como asesor militar del rey hasta que el Senado romano mandó soldados a apresarlo, por lo que, al enterarse, se suicidó en 183 a. C.
Lucio Cornelio Escipión recibió por el éxito de esta campaña el sobrenombre de "el Asiático".
El Africano regresó a Roma con su hermano Lucio después de la finalización de la guerra en 189 a. C., pero sus últimos años fueron amargados por los continuos ataques de sus enemigos. Poco después de su regreso, él y su hermano Lucio fueron acusados de haber recibido sobornos de Antíoco para tratar al monarca con poco rigor, y de haberse apropiado de una parte del dinero que había pagado Antíoco al estado romano. La acusación fue sostenida por M. Porcio Catón.
En 187 a. C., dos tribunos de la plebe en el nombre de Petillii, instigados por Catón y los demás enemigos de los Escipiones, requieren a Lucio Escipión que diera cuenta de todas las sumas de dinero que había recibido de Antíoco. Lucio elaboró, por consiguiente sus cuentas, pero cuando estaba en el acto de la entrega, el orgulloso Africano indignado se las arrancó de las manos y las rompió en pedazos ante el Senado. Esta altiva conducta parece haber producido una impresión desfavorable, y su hermano fue llevado a juicio en el curso del mismo año, declarado culpable y condenado a pagar una fuerte multa.
El tribuno C. Minucio Augurino ordenó que lo llevaran a la cárcel y allí estuviera detenido hasta que el dinero fuese pagado; ante lo cual el Africano, más enfurecido aún con este nuevo insulto a su familia, rescató a su hermano de las manos de los oficiales del magistrado. Las propiedades de Lucio, sin embargo, fueron confiscadas, y, aunque no eran suficientes para pagar la multa, sus clientes y amigos contribuyeron generosamente para saldarla.
El éxito de la persecución de Lucio envalentonó a los enemigos del mismo Africano. Su acusador fue M. Nevio, tribuno del pueblo, y la acusación no se hizo hasta el final de 185 a. C. Cuando el juicio se inició, Escipión no se dignó decir una sola palabra para refutar los cargos que se habían hecho contra él.
Escipión posteriormente abandonó Roma, y se retiró a su casa de campo en Liternum. Los tribunos deseaban renovar la persecución, pero Graco sabiamente los persuadió para que abandonaran la acusación.

## Su muerte
Escipión nunca regresó a Roma. Él nunca se sometería a las leyes del Estado, y por lo tanto decidió expatriarse para siempre. Pasó sus últimos días en el cultivo de su finca de Liternum, donde escribió sus memorias, y al morir se dice que había pedido que su cuerpo fuera enterrado allí, y no en su país ingrato. Su requerimiento fue atendido, y su tumba aún existía en Liternum en el tiempo de Tito Livio.
El año de su muerte es incierto. Polibio y Rutilio relatan que murió en el mismo año que mueren Aníbal y Filopemen, es decir, en 183 a. C. Tito Livio y Cicerón ponen su muerte en 185 a. C., y Valerio de Ancio antes de 187 a. C. La fecha de Polibio es muy probablemente la correcta.

## Matrimonio y descendencia
Escipión se casó con Emilia Tercia, la hija de Lucio Emilio Paulo, que cayó en la batalla de Cannas y hermana de otro cónsul Lucio Emilio Paulo Macedónico. Tuvieron un feliz y fructífero matrimonio. Emilia tuvo una libertad y riqueza infrecuentes para una mujer patricia casada, y fue un modelo importante para muchas mujeres jóvenes romanas,[cita requerida] lo mismo que su hija menor, Cornelia, madre de los Graco, sería un importante modelo para muchas aristócratas romanas de la República tardía, incluyendo supuestamente la madre de Julio César.
Escipión el Africano tuvo dos hijos. El mayor Publio Cornelio Escipión fue nombrado augur en el año 180 a. C.; nunca se presentó ningún cargo debido a su mala salud. El menor Lucio Cornelio Escipión se convirtió en pretor en el año 174 a. C., y fue expulsado del Senado por los censores. El hijo mayor, Publio, adoptó a su primo carnal, el segundo hijo de su tío Lucio Emilio Paulo, quien recibió el nombre de Publio Cornelio Escipión Emiliano.
Escipión y Emilia tuvieron también dos hijas. La mayor, Cornelia la Mayor, se casó con su primo segundo Publio Cornelio Escipión Nasica Córculo, hijo del cónsul del año 191 a. C. que fue él mismo hijo del tío paterno de Escipión el Mayor, Cneo Cornelio Escipión Calvo. Este yerno fue un romano distinguido por derecho propio. Se convirtió en cónsul, abdicando o dimitiendo en el año 162 a. C. por razones religiosas, siendo luego reelegido en 155 a. C., censor en 159 a. C., princeps senatus, y murió como pontífice máximo en el 141 a. C. Escipión Násica desempeñó muchas de las dignidades de su difunto suegro, y destacó por su firme, aunque al final fútil, oposición a Catón el Censor sobre la suerte de Cartago desde alrededor de 157 hasta el 149 a. C. Tuvieron al menos un hijo superviviente (véase más al respecto en la parte inferior).
La hija menor fue más famosa en la historia; Cornelia, la joven esposa de Tiberio Graco el Mayor, hombre ya entrado en años, o Tiberio Sempronio Graco, tribunal de la plebe, pretor, luego cónsul en 177, entonces censor y cónsul de nuevo; se convirtió en madre de doce hijos, los únicos que sobrevivieron fueron los célebres tribunos de la plebe Tiberio y Cayo. Los tres hijos supervivientes de esta unión estaban condenados; los hermanos Graco murieron relativamente jóvenes, asesinados o forzados a suicidarse por parientes más conservadores. El mayor de sus descendientes, y única hija superviviente, Sempronia, se casó con el primo carnal de su madre, y su único primo por adopción, Escipión Emiliano Africano. La pareja no tuvo hijos, y Sempronia llegó a odiar a su esposo después de que él perdonara el asesinato de su hermano Tiberio en el 132 a. C. La misteriosa muerte de Escipión en 129 a. C., a los 56 años de edad, fue atribuida por algunos a su esposa, y por otros a políticos rivales.[cita requerida]
Los únicos descendientes vivos de Escipión a lo largo del período republicano tardío fueron los descendientes de sus dos hijas, habiendo muerto sus hijos sin descendencia legítima. El último hijo superviviente de su hermana menor Sempronia, esposa y luego viuda de Escipión Emiliano, estaba viva aún en el año 102 a. C.
Su otro nieto conocido Publio Cornelio Escipión Nasica Serapión fue mucho más conservador que sus primos los Graco. Él y sus descendientes todos se fueron haciendo cada vez más conservadores, en marcado contraste con el padre y los abuelos. El nieto mayor de Escipión el Africano Publio Cornelio Escipión Nasica Serapión se convirtió en cónsul en 138, mató a su propio primo Tiberio Sempronio Graco (163–132 a. C.) en 132. Escipión Násica Serapión, aunque pontífice máximo fue enviado a Asia Menor por el Senado para escapar de la ira de los defensores de los Gracos, y murió misteriosamente allí, en Pérgamo, y se cree que fue envenenado por un agente de los Graco.
El hijo de Serapión, el cuarto Escipión Násica, fue aún más conservador, y fue elevado al consulado en 111 a. C. Los hijos de este Escipión Násica se convirtieron en pretores solo poco antes de la guerra Social o de los marsos, que empezó en el año 91 a. C. Sin embargo, un nieto, adoptado por la familia noble plebeya de los Cecilios Metelos, se convirtió en Metelo Escipión quien se alió con Pompeyo el Grande y Catón el Joven, y se opuso a Julio César. Metelo Escipión fue el último Escipión en distinguirse política o militarmente.
Ninguno de los descendientes de Escipión, salvo Escipión Emiliano, sobrino de su mujer que se convirtió en su nieto adoptivo, se le acercó en el nivel alcanzado por su carrera política y éxitos militares.

## Descendientes
Con Emilia Tercia
1. Publio Cornelio Escipión Africano – hijo mayor, padre adoptivo de Escipión Emiliano, no tuvo descendencia natural
2. Lucio Cornelio Escipión – hijo menor, sin descendencia legítima
3. Cornelia – hija mayor, se casó con Publio Cornelio Escipión Nasica Córculo
  1. Publio Cornelio Escipión Nasica Serapión, se casó con Cecilia Metela
    1. Publio Cornelio Escipión Násica Serapión – hijo
      1. Publio Cornelio Escipión Nasica – hijo, se casó con Licinia, hija de Lucio Licinio Craso
        1. Quinto Cecilio Metelo Escipión – hijo mayor, nació con el nombre de Publio Cornelio Escipión Nasica, adoptado por Quinto Cecilio Metelo Pío, se casó con Emilia, hija de Mamerco Emilio Lépido Liviano
          1. Un hijo – murió joven
          2. Otro hijo – murió alrededor de 70
          3. Posiblemente un hijo adoptado
          4. Cornelia – única hija, casada primero con Publio Licinio Craso y después con Pompeyo, sin descendencia.

        2. Lucio Licinio Craso Escipión –hijo menor, adoptado por su abuelo Lucio Licinio Craso

      2. Cornelia – hija, se casó con Publio Cornelio Léntulo
        1. Cneo Cornelio Léntulo
4. Cornelia – hija menor, casó con Tibero Sempronio Graco
  1. Tiberio Graco – hijo mayor de los tres hijos supervivientes, se casó con Claudia, hija de Apio Claudio Pulcro
    1. 3 hijos, muertos jóvenes

  2. Cayo Graco – hijo menor de los tres hijos supervivientes, se casó con Licinia, hija de Publio Licinio Craso Dives Muciano
  3. Sempronia – única hija de los tres hijos supervivientes, se casó con Escipión Emiliano, sin descendencia
  4. Otros 9 hijos, muertos en la infancia

## Lugar de entierro
La arqueología aún no ha determinado el lugar de enterramiento de Escipión el Africano. La tumba de los Escipiones ha sido descubierta y está abierta al público, pero no se cree que Escipión Africano fuera enterrado allí. Existe la posibilidad de que hubiera regresado a Roma y descansara allí en una cripta aún no descubierta. Livio dice en su Historia de Roma que estatuas de Escipión el Africano, Lucio Escipión y del poeta Ennio, un amigo de la familia, estaban en la tumba de los Escipiones cuando él la visitó. Sin embargo, Séneca, habiéndose trasladado a la villa en Liternum que perteneció a Escipión el Africano, dice que él había «reverenciado su espíritu [el del Africano] y a un altar que creo que es la tumba de aquel gran guerrero». Esto sugiere que se sabía que el Africano no estaba enterrado dentro de Roma, y es posible que su sarcófago realmente se pareciera a un altar, aunque no hay evidencia directa de esto, si se tiene en cuenta que el del «fundador» de los Escipiones, Lucio Cornelio Escipión Barbato, que puede encontrarse en lugar de honor en la tumba familiar, tiene un estilo semejante al de un altar.

## Publio Cornelio Escipión en la literatura, la pintura y la música

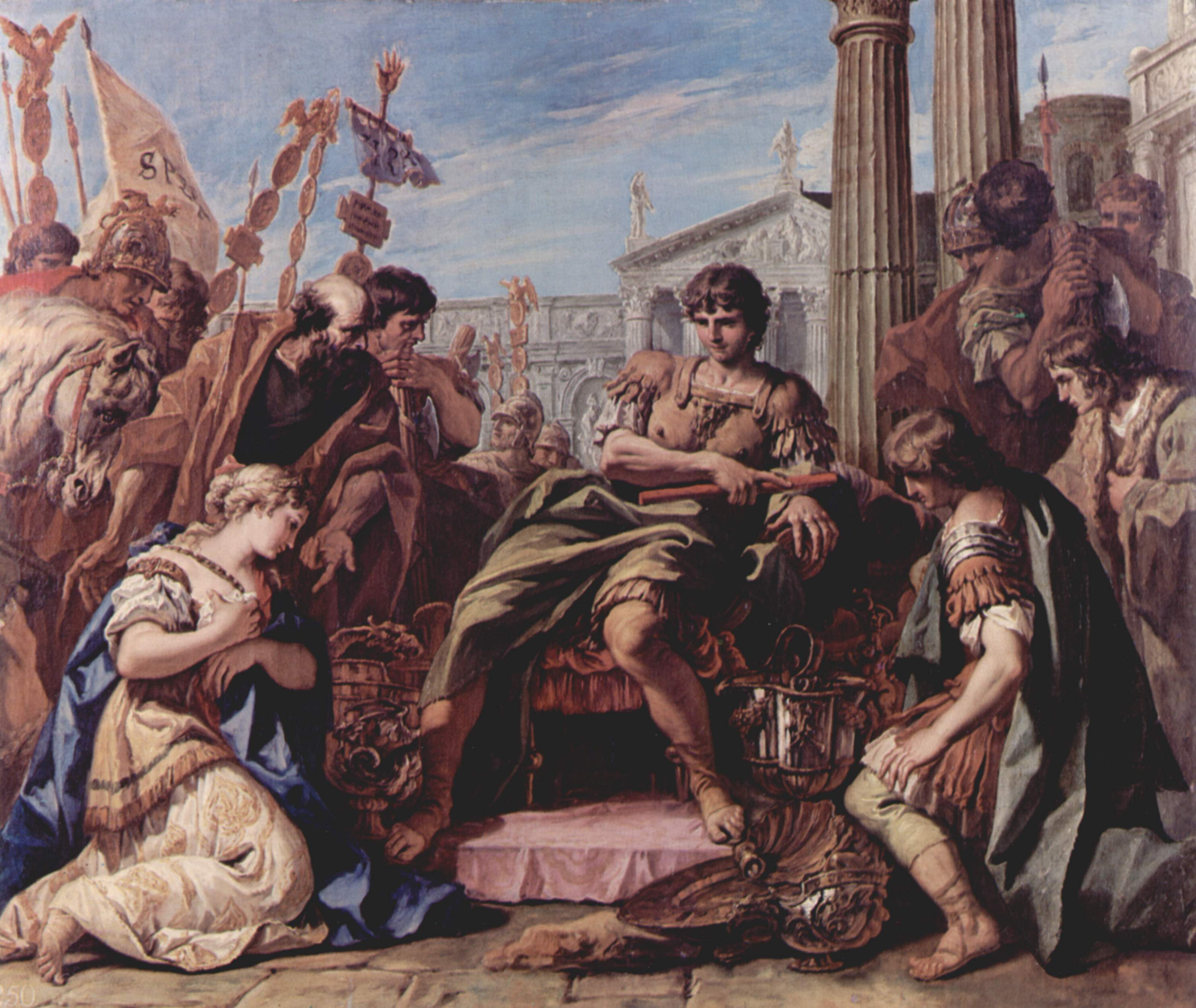
La clemencia de Escipión. Cuadro de Sebastiano Ricci en la Royal Art Colection de Londres.

- La legendaria toma de la ciudad de Cartago Nova por el general Escipión fue narrada por primera vez por el historiador Polibio en un texto del siglo II a. C. Posteriormente, fue ampliada, enriquecida y glorificada por Tito Livio en su "Ab urbe condita" (narración de la historia de Roma desde sus orígenes).
- En El sueño de Escipión, incluido en el libro VI 9-29 de Sobre la república, Marco Tulio Cicerón relata cómo Escipión el Africano se aparece a su nieto adoptivo, Escipión Emiliano, para revelarle el verdadero lugar de la gloria, describiendo los mundos celestiales y la hermosa música que estos interpretan, inaudible para oídos humanos. Se trata del tema pitagórico de la armonía de las esferas desde el punto de vista de la gloria que pervive en lo eterno y no en lo terrenal, en la virtud y no en la búsqueda de reconocimiento.[10] Posteriormente, Macrobio elaborará un Comentario al Sueño de Escipión de Cicerón (Commentarii in Somnium Scipionis), conformando un estudio prolijo del famoso sueño.[11]
- La toma de la ciudad de Cartago Nova se convirtió en un mito y pasó a la literatura, el arte y la música bajo el título de La clemencia de Escipión, y se convirtió en uno de los temas históricos preferidos de la poesía, la pintura, la escultura y la ópera de los siglos XV al XVIII.
- Escipión también es mencionado en el himno nacional de Italia:

Fratelli d'Italia,
l'Italia s'è desta,
dell'elmo di Scipio
s'è cinta la testa.
Goffredo Mameli

- Rafael Sanzio reproduce el sueño de Escipión en su cuadro El sueño del caballero.
- Francisco de Quevedo comienza uno de sus sonetos de este modo:

Faltar pudo a Scipión Roma opulenta,
mas a Roma Scipión faltar no pudo;
sea Blasón de su envidia que mi escudo,
que del Mundo triunfó, cede a su afrenta.
Francisco de Quevedo y Villegas

- El escritor, filólogo y lingüista español Santiago Posteguillo escribió una trilogía de novelas históricas sobre la figura de Escipión el Africano, con Africanus: el hijo del cónsul (2006) y continuando con Las legiones malditas (2008) y La traición de Roma (2009).[12]

### Manga
- Como un Drifter en el manga, y posterior adaptación de anime, de Drifters (escrito e ilustrado por Kōta Hirano), en donde es trasladado a un mundo paralelo donde se reencontrará con Aníbal y otros personajes históricos, para luchar contra el Rey Oscuro y sus Ends.
- Aparece también como protagonista en el manga histórico Ad Astra-Scipio to Hannibal, centrado en la segunda Guerra Púnica, con Aníbal como coprotagonista donde comienza una rivalidad entre estos dos genios estrategas militares entre las grandes batallas en las que ambos se enfrentaron.